# Jengkol (Kresek)
Jengkol is een bestuurslaag in het regentschap Tangerang van de provincie Banten, Indonesië. Jengkol telt 5825 inwoners (volkstelling 2010).